# Солона (Азовське море)
Соло́на — річка в Україні, у межах Бердянського району Запорізької області, впадає в Азовське море. 

## Опис
Довжина річки 8 км, площа басейну 22,6 км². Долина неглибока, розлога, переважно слабовиражена. Річище звивисте, в середній течії дуже звивисте; у верхів'ї пересихає (здебільшого відсутнє). 

## Розташування
Річка Солона бере початок на північний схід від селища Подспор'є. Тече на південний захід. Впадає до Азовського моря (в Обитічну затоку) біля західної околиці селища Набережне. 

## Флора і фауна

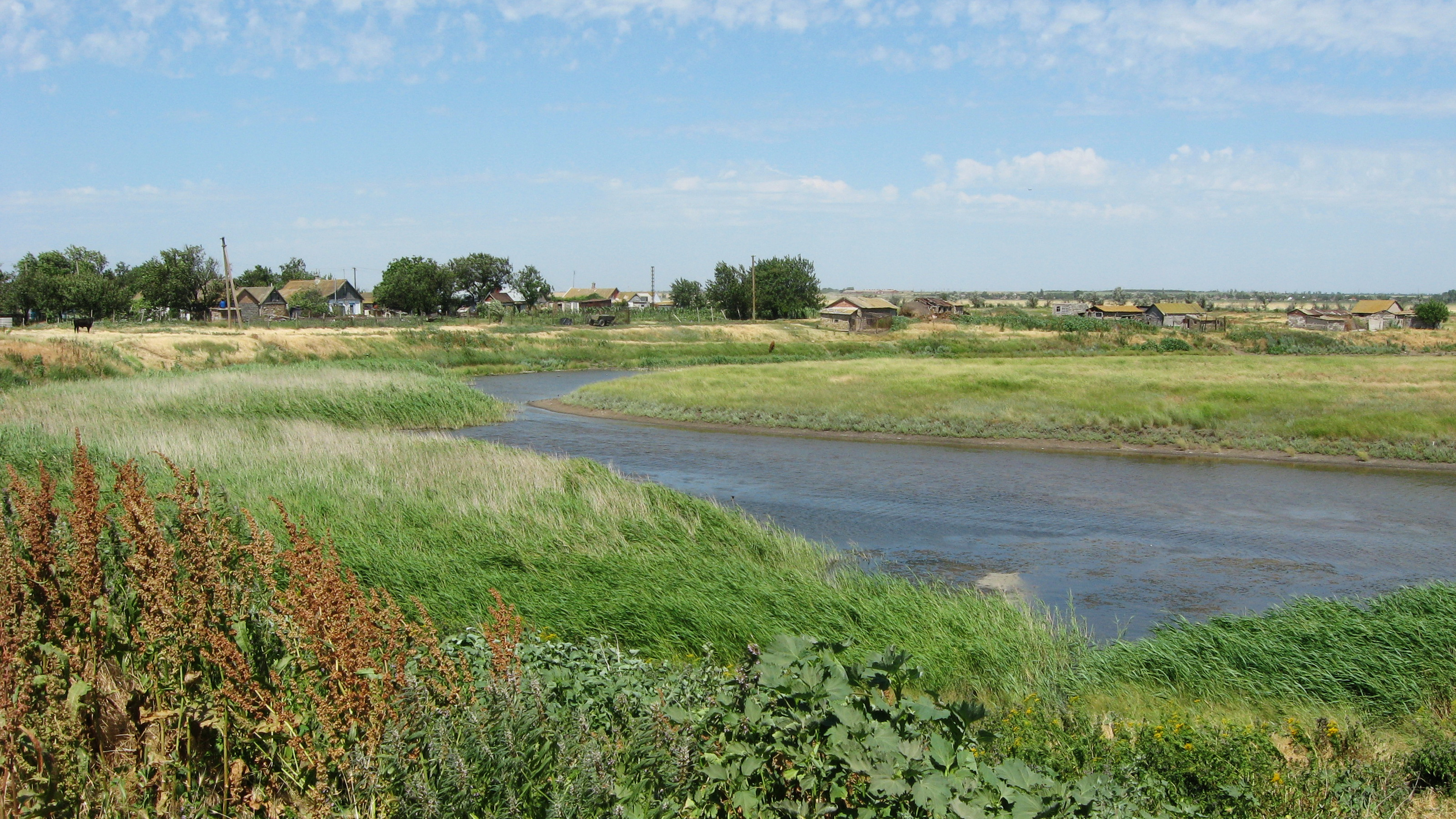

Не зважаючи на інтенсивне господарське використання території, у долині р. Солона на окремих ділянках збереглась природна комплесна заплавна рослинність. Саме тому  тут зустрічається ряд раритетних видів та рослин і тварин, занесених до Червоної книги України та інших природоохоронних документів.
У заплаві річки гніздується, а в теплі зими зимує, значна кількість водоплавних і коловодних птахів. Уздовж долин річок Обитічна і Солона проходить потужний Південний міграційний шлях перелітних птахів і кажанів, які зупиняються на відпочинок не тільки по берегах річки, а  також у прилеглих селах (у скверах і садах, на дахах будівель).

## Цікаві факти
У минулому річищем Солоної текла річка Обитічна. Після того як Обитічна змінила русло (нині вона тече північніше Солоної), старе русло не висохло, а перетворилось на самостійну річку — Солону.